# Есхейм
Есхейм (Ессхейм, норв. Jessheim) — город в муниципалитете Улленсакер, фюльке Акерсхус, Норвегия

## Население
Население Есхейма в январе 2009 года оценивалось в 15 349 человек. За предшествующие этой оценке 10 лет население выросло более чем на 230 %. Такой рост может быть частично объяснён открытием аэропорта Осло Гардермуэн и притоком людей, работающих там.

## Транспорт
Станция Есхейм расположена на главном пути первой железной дороги Норвегии. Станция была закончена в 1854 году и позднее послужила основанием для города.

## Галерея

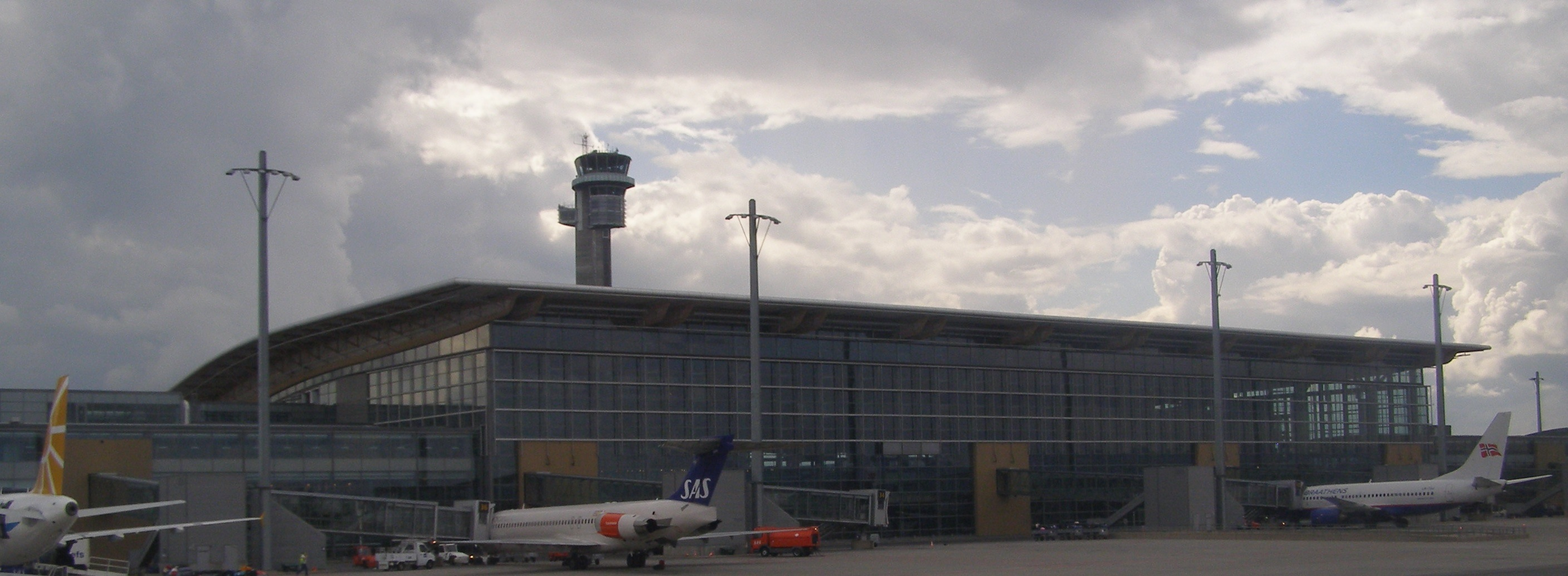
Терминал аэропорта Гардермуэн.
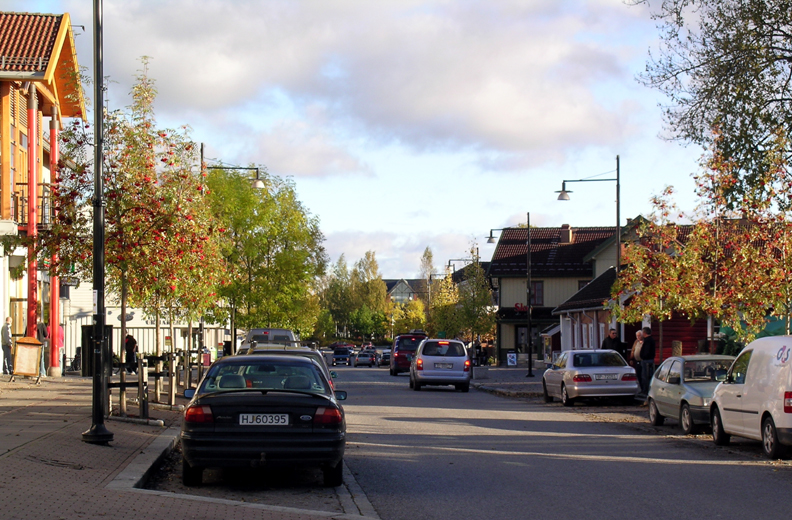
Главная улица "Storgata" в Есхейме в Улленсакере.
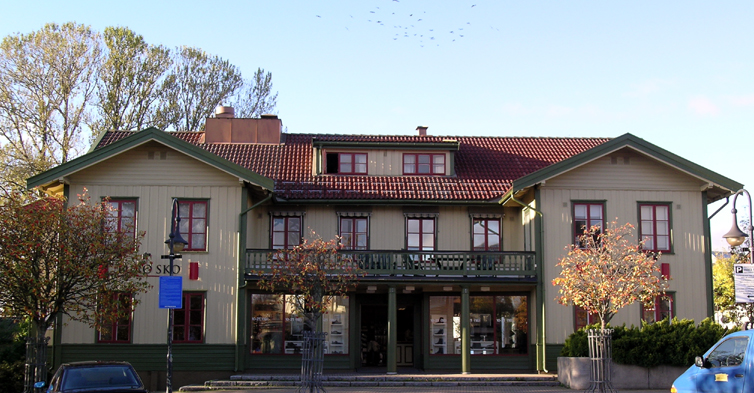
Storgata 7 на главной улице Есхейма.
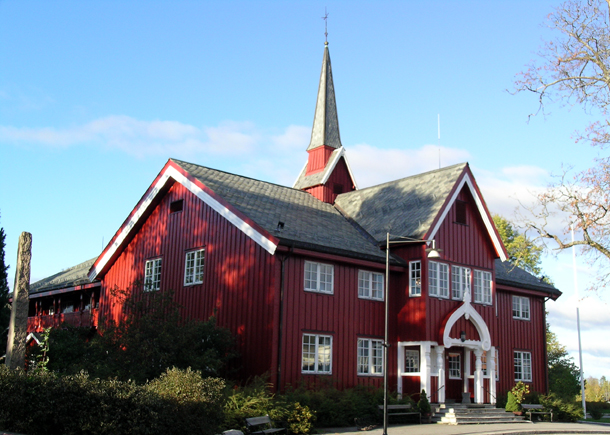
Herredshuset был закончен в 1901 году, и здесь было размещено правительство Улленсакера до 1967 года.
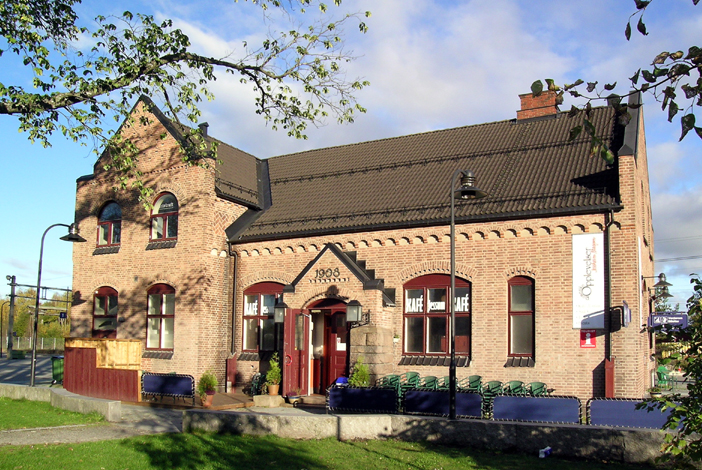
Железнодорожная станция Есхейма была первоначально построена в 1854 году.

## Известные местные жители
- Мортен Андерсен — фотограф,
- Джонни Халворсен — барабанщик,
- Kjetil Andersen — басист,
- Diaz — рэпер,
- Ярле Веспестад — джазовый барабанщик,
- Лиз Туве Веспестад — музыкант,
- Эрлинг Туне — саксофонист и директор по связям с инвесторами компании «Telenor»,
- Уле Кристиан Фурусет — горнолыжник,
- Анникен Хуитфельдт — политик,
- Эгиль Нихус — иллюстратор,
- Сольвейг Клоппен — Актриса и телеведущая. Наиболее известна как телеведущая «Norwegian Idol».
- Гальдер — композитор, гитарист, вокалист.
- Мемнок — музыкант,
- Стиан Торесен — музыкант.